# 五反田義治
五反田 義治（ごたんだ よしはる、1976年 - ）は日本のゲームクリエイター。株式会社トライエース代表取締役社長。

## 略歴
高校生の頃から日本テレネットに所属し、ゲームの開発に関わる。
スーパーファミコン版『緋王伝』開発の際にメインプログラムを担当した事から頭角を現すようになるが、同スタッフの新作であるスーパーファミコン版『テイルファンタジア』（のちに名称変更し、『テイルズ オブ ファンタジア』として発売）開発の際に、元請けのナムコと衝突。則本真樹、初芝弘也らと共に独立しトライエースを設立する事になる。
トライエースでは取締役システム開発部長として同社の開発部門を統括、現在は浅沼穣より社長職を引き継ぎ、全面的に同社の活動を指揮している。
「STRAIGHT」という名で音楽活動も行っていたことがあり、スターオーシャンのオラクルルームでも「すとれと」と名乗っている。トライエース作品で音楽を担当している桜庭統との交流も深い。また、トライエースの作品によく出演している声優の東地宏樹の大ファンと自負している。
近年、Game Developers Conferenceなどのゲーム開発者を中心とした会議で、3Dグラフィックス関連の技術を積極的に発表している。

## 作品
- 緋王伝 - メインプログラム
- テイルズ オブ ファンタジア - 原案、トータルプログラム
- スターオーシャンシリーズ
  - スターオーシャン - 原案、トータルプログラム
  - スターオーシャン セカンドストーリー - 原案、ゲームディレクション、バトル・トータルプログラム
  - スターオーシャン ブルースフィア - ディレクション
  - スターオーシャン Till the End of Time - 原案、ディレクション、技術プログラム
  - スターオーシャン4 -THE LAST HOPE- - スーパーバイザー、R&Dメインプログラム
  - スターオーシャン5 -Integrity and Faithlessness- - リードR&Dプログラマー、シナリオ
  - スターオーシャン6 THE DIVINE FORCE - リードR&Dプログラマー、シナリオ
  - スターオーシャン:アナムネシス - リードR&Dプログラマー、シナリオコンセプト
- ヴァルキリープロファイルシリーズ
  - ヴァルキリープロファイル - ディレクション
  - ヴァルキリープロファイル2 シルメリア - メインR&Dプログラム
- ラジアータ ストーリーズ - 技術プログラム
- インフィニット アンディスカバリー - R&Dメインプログラム
- エンド オブ エタニティ - リードR&Dプログラム
- イグジストアーカイヴ -The Other Side of the Sky- - R&Dリードプログラマー